# (31517) Mahoui
1999 CW102 (asteroide 31517) é um asteroide da cintura principal. Possui uma excentricidade de 0.07518410 e uma inclinação de 5.21191º.
Este asteroide foi descoberto no dia 12 de fevereiro de 1999 por LINEAR em Socorro.